# Acrotomofilia
Acrotomofilia é a preferência sexual por pessoas que tenham alguma parte de seus corpos amputada, pois a excitação é proporcionada justamente pela falta daquela parte. Quando a excitação acontece quando um membro do próprio corpo é amputado, chama-se apotemnofilia ou amelotatista.